# Rond kaasjeskruid
Rond kaasjeskruid (Malva pusilla) is een plant uit de kaasjeskruidfamilie (Malvaceae). Het gedijt goed op droog, braakliggend terrein en voelt zich vooral goed thuis in de kuststrook.
De plant heeft veel weg van het klein kaasjeskruid (Malva neglecta), maar heeft minder opvallende bloemen daar deze zich nauwelijks boven de kelk verheffen. De plant heeft vrij slappe vertakte stengels met hartvormige bladeren en trosjes van twee tot zes witte of roze bloemen die op lange bloemstelen uit de bladoksels komen. Rond kaasjeskruid wordt 10 tot 35 cm hoog en bloeit van juni tot oktober.